# Прощание с Петербургом (фильм)
«Прощание с Петербургом» — советский фильм, поставленный на киностудии «Ленфильм» в 1971 году режиссёром Яном Фридом.
Премьера фильма состоялась 19 июня 1972 года.

## Сюжет
В середине девятнадцатого века молодой австрийский композитор Иоганн Штраус неоднократно приезжал в Россию. Его концерты в Павловске, близ Петербурга, всегда проходили с неизменным успехом. В память о своём пребывании в России композитор написал известный вальс «Прощание с Петербургом».
Фильм рассказывает о пребывании в России Иоганна Штрауса, его концертах в Павловске летом 1857 года и любви к русской аристократке Ольге Смирнитской, которой он посвятил несколько сочинений.

## В ролях
- Гирт Яковлев — Иоганн Штраус (роль озвучил Александр Демьяненко)
- Татьяна Бедова — Ольга Смирнитская, русская аристократка
- Татьяна Пилецкая — Наталья Георгиевна Смирнитская
- Василий Меркурьев — Лейброк
- Павел Кадочников — Павел Максимов
- Игорь Дмитриев — великий князь
- Елена Андерегг — великая княжна Ольга Николаевна
- Сергей Карнович-Валуа — распорядитель
- Людмила Ксенофонтова — дама
- Марина Юрасова — Елена Игнатьевна
- Павел Кашлаков — штабс-капитан Нечаев
- Алексей Кожевников — поручик Севостьянов
- Александр Романцов — реалист Василий
- Марк Никельберг — репортёр

## Съёмочная группа
- Автор сценария — Анатолий Гребнев
- Режиссёр-постановщик — Ян Фрид
- Главный оператор — Олег Куховаренко
- Главный художник — Михаил Кроткин
- Художник по костюмам — Татьяна Острогорская
- Композитор — Владлен Чистяков

## Награды
- Почётные дипломы фильму и режиссёру Яну Фриду на кинофестивале трудящихся в Чехословакии (1973).